# Liste von Kraftwerken im Sudan
Die Kraftwerke im Sudan werden sowohl auf einer Karte als auch in Tabellen (mit Kennzahlen) dargestellt. Die Liste ist nicht vollständig.

## Installierte Leistung und Jahreserzeugung
Im Jahr 2014 lag der Sudan bzgl. der installierten Leistung mit 3.700 MW an Stelle 92 und bzgl. der jährlichen Erzeugung mit 12 Mrd. kWh an Stelle 95 in der Welt.

## Kalorische Kraftwerke
| Name des Kraftwerks | Inst. Leistung (MW) | Brennstoff | Status     |
| ------------------- | ------------------- | ---------- | ---------- |
| Al Shaheed          | 380                 | Schweröl   | in Betrieb |
| DIT                 | 257                 | Schweröl   | in Betrieb |
| Garri               | 460                 | GuD        | in Betrieb |

## Wasserkraftwerke
| Name des Kraftwerks | Inst. Leistung (MW) | Fluss      | Status     |
| ------------------- | ------------------- | ---------- | ---------- |
| Jebel Aulia         | 30                  | Weißer Nil | in Betrieb |
| Khashm el-Girba     | 10                  | Atbara     | in Betrieb |
| Merowe              | 1.250               | Nil        | in Betrieb |
| Roseires            | 1.800               | Blauer Nil | in Betrieb |
| Sannar              | 15                  | Blauer Nil | in Betrieb |